# Walter Britschgi
Walter Britschgi (* 1957 in Sarnen) ist ein Schweizer Sportkletterer, Bergsteiger und bekannter Sicherheitstheoretiker des Klettersports.

## Kletter- und Bergsteiglaufbahn
Als Bergsteiger kletterte er durch viele klassische Fels-, Eis- und kombinierte Wände der Alpen
(Schreckhornnordwand, Eigernordwand etc.). Als jahrelang aktiver Erstbegeher und Erschliesser von Kletterrouten eröffnete er zahlreiche, sehr gut mit Bohrhaken gesicherte Sportkletterrouten in der Innerschweiz. Als  Besonderheit schuf er auch an natürlichem Fels Routen mit Kunstgriffen. Diese Praxis blieb nicht unbestritten und führte auch zu Kontroversen in Fachzeitschriften und Fachforen. Er beteiligte sich an vielen nationalen Wettkämpfen, ohne jedoch dabei Spitzenplätze zu erreichen.

## Wirken als Sicherheitstheoretiker
Seit 1998 forschte Walter Britschgi als Autodidakt in der Kletterhalle Gaswerk in Schlieren bei Zürich (die grösste Kletterhalle Europas – Stand: 21. Januar 2004). Als Mitarbeiter wertete er die umfangreich erhobenen Unfalldaten aus und analysierte die Hallenunfälle. Seine wesentlichen Schlussfolgerungen sind:
1. Bei korrekter Bedienung des Sicherungsgerätes lassen sich ca. 50 % der Hallenunfälle vermeiden und
2. die mangelnde Aufmerksamkeit des Sichernden hat weniger Einfluss auf das Unfallgeschehen, als die bisherige Theorie annahm.

Aus diesen Schlussfolgerungen entwickelte er ein Sicherheitskonzept zur korrekten praktischen Bedienung und zur Analyse der Sicherungsgeräte, das er 3-Bein-Logik nannte. Es besagt, dass korrektes Sichern aus drei zu beachtenden Bestandteilen aufgebaut ist:
1. Die Beachtung der Bremsmechanik des Sicherungsgerätes.
2. Die Beachtung der Bremshand, welche den Sturz hält.
3. Die Beachtung der Reflexe des Menschen.

Aus diesem Konzept liessen sich dann auch partielle Konzepte, wie z. B. die Gaswerkmethode von Matthias Büeler und Roland Seiz, zum Sichern mit halbautomatischen Sicherungsgeräten wie dem Grigri ableiten.
Seine Theorien werden, spätestens seit der Publikation seines Lehrbuches in der Schweiz, auch international zunehmend beachtet und beeinflussen das Kurs- und Ausbildungswesen in Kletterhallen der Schweiz massgeblich. Nicht zuletzt deshalb finden sie mittlerweile auch ihre Resonanz in Standardlehrbüchern des Schweizer Alpen-Clubs (SAC).

## Position zur alpinen Absicherung
Im Themenbereich Sanierung und Einrichtung von alpinen Routen vertritt er die Auffassung, dass der Einrichter für einen guten Sicherungsstandard mit Bohrhaken sorgen sollte. Sinnvoll ist vor allem eine sichere Route, die von vielen geklettert werden kann. Mit dieser schon lange geäusserten und praktizierten Einstellung gehört Walter Britschgi zusammen mit Etienne Gross auch zu den prominenten Vertretern des Plaisirgedankens von Jürg von Känel.

## Werke
- Walter Britschgi: Neue Erkenntnisse aus der Sicherheitsforschung. Sicher Indoorklettern. In: Die Alpen. 3.2004, S. 22–24
- Walter Britschgi: Sicher Partner sichern 1. Elementare Sicherungsfehler und die 3-Bein-Logik (PDF; 200 kB). In: bergundsteigen. 2 2004, S. 64–69
- Walter Britschgi: Sicher Partner sichern 2. Risikomanagement und Sicherungstraining (PDF; 424 kB). In: bergundsteigen. 3 2004, S. 40–48
- Walter Britschgi: Begreiflich. Sicherheit beim Sportklettern. Handbuch für Anfänger, Fortgeschrittene, Ausbilder. Eigenverlag, Sarnen 2004